# Anguilla TV
 (octobre 2023).
Si vous disposez d'ouvrages ou d'articles de référence ou si vous connaissez des sites web de qualité traitant du thème abordé ici, merci de compléter l'article en donnant les références utiles à sa vérifiabilité et en les liant à la section « Notes et références ».
 (octobre 2023).
Anguilla TV (ZJF-TV 3) est une chaîne de télévision généraliste locale publique anguillaise.

## Organisation
Le siège de la chaîne est situé à The Valley.

## Diffusion
Anguilla TV est diffusée sur les canaux 3 et 9 VHF du réseau analogique hertzien et sur le troisième canal de Caribbean Cable Communications.